# Бранков мост
Бранков мост (серб. Бранков мост) — автодорожный металлический балочный мост через реку Саву в общине Нови Белград в Белграде, столице Сербии. Второй по значимости мост после моста Газелы в Белграде. Построен на месте разрушенного в 1941 году моста короля Александра. На момент окончания строительства главный пролет моста длиной 261 м был наибольшим в мире среди мостов такой конструкции.
Выше по течению находится Старый Савский мост.

## Название
Во времена Югославии мост официально именовался мостом братства и единства, однако получил среди белградцев название мост улицы Бранко в честь сербского поэта-романтика Бранко Радичевича, или иначе Савский мост. Когда поэт Бранко Чопич сбросился с моста в 1984 году, название Бранков мост расширило своё значение и теперь многие жители не знают, к какому Бранко оно относится.

## История

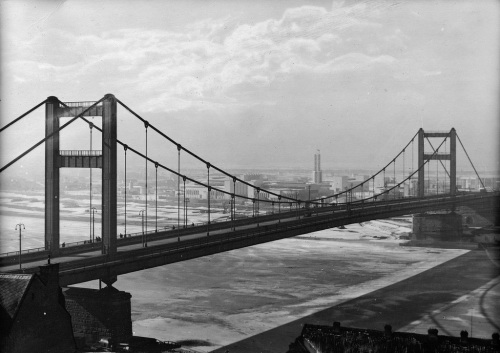
Мост короля Александра I

В 1930—1934 годах на этом месте был построен висячий мост короля Александра. Подрядчиком при строительстве моста была фирма, руководимая бывшим генералом русской армии Андреем Шкуро, которая нанимала на работы по его сооружению сотни казаков-эмигрантов. В апреле 1941 года мост был взорван Югославской королевской армией с целью остановить наступавшую немецкую армию. В апреле 1944 года в ходе бомбардировки Белграда союзниками мост был полностью разрушен.
В 1953 году был объявлен международный конкурс, в котором участвовали югославские, французские, австрийские и западногерманские фирмы. Всего было представлено 32 проекта, большая часть из которых предлагали применение полузамкнутых коробчатых пролетных строений. По итогам конкурса был выбран проект немецкой компании MAN, требовавший меньшего расхода стали. Новый мост строился с использованием старых опор, поэтому разбивка на пролëты осталась прежней: 75 + 261 + 75 м.
Монтаж конструкции в боковых пролëтах производился на подмостях, в среднем пролëте — навесной с двух сторон. Длина консолей достигала 130 м. На время монтажа на крайних опорах были установлены специальные анкеры. Ортотропная плита изготавливалась на заводе блоками шириной около 3 м и длиной 12,3 м или 15,3 м, образованными из двух половин каждая 6,15 или 7,65 м. Эти половины сваривались швами встык.
Мост построен за 11 месяцев и открыт для движения в сентябре 1956 года. К 1970-м из-за быстрого развития города на левом берегу реки Савы пропускная способность моста оказалась недостаточной и было принято решение о его расширении. Проект реконструкции, разработанный белградской компанией Mostprojekt (инженер Данило Драгоевич), предусматривал строительство нового моста вплотную к существующему с низовой стороны. Работы велись в 1974—1979 годах.
В 2006 году на промежуточной опоре с белградской стороны был установлен панорамный лифт, предназначенный для велосипедистов и пешеходов.
В 2011 году была завершена реставрация опор моста.
В 2013 году тротуар с верховой стороны моста был закрыт из-за неудовлетворительного состоянии конструкций моста. Ремонт моста начался в июле 2017 года, работы вела компания Mostogradnja. Для автотранспорта движение по мосту было полностью открыто 9 февраля 2018 года, а для пешеходов — 31 мая 2018 года.

## Конструкция

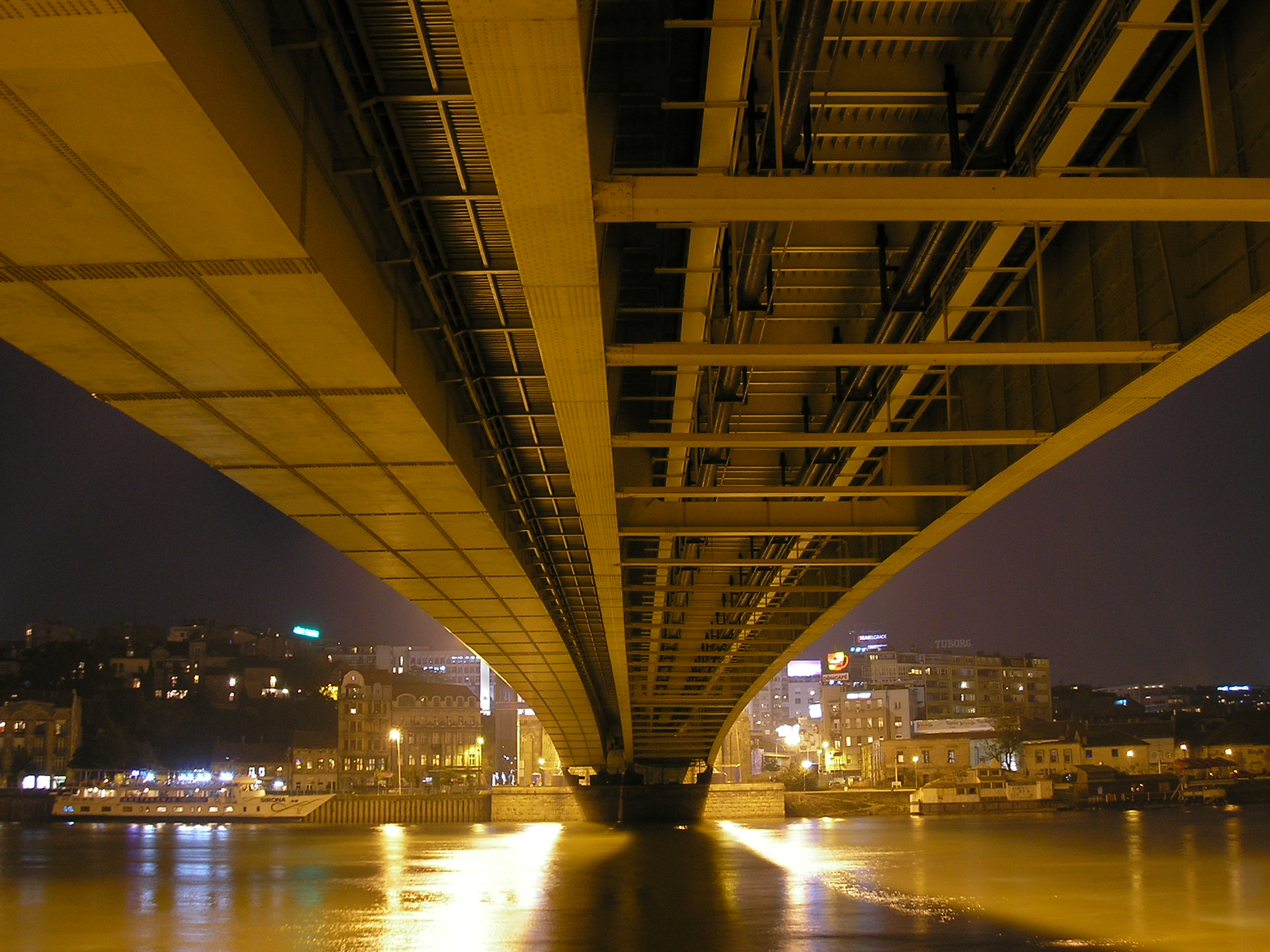
Справа мост 1956 года постройки, слева — 1979 года

Основная часть моста представляет собой сплошную трёхпролётную неразрезную балку, имеющую пролёты 75,0 + 261,0 + 75,0 м. С верховой стороны пролётное строение состоит из двух главных балок, расставленных на 12,1 м между осями. С низовой стороны — одна балка коробчатого сечения. Высота балок переменная — 4,76 м на концевых опорах; 9,6 м на промежуточных опорах и 4,5 в середине основного руслового пролёта. Общая длина моста составляет 450 м.
Вертикальные стенки главных балок моста с верховой стороны имеют постоянную по всей длине моста толщину 14 мм. Для обеспечения местной устойчивости стенок установлены вертикальные и горизонтальные ребра жесткости. Верхним поясом является ортотропная плита из горизонтального листа толщиной от 10 до 25 мм, продольных и поперечных рёбер. Расстояние между поперечными рёбрами 1562 мм, между продольными — 302 мм. Нижние пояса балок приняты в виде сосредоточенных пакетов из листов 1200x20 мм, число которых достигает 10, и уголков 250x250x20. Конструкция в основном — сварная, нижний пояс — на заклёпках.
Из-за существенной разницы отметок берегов (15 м) мост расположен с продольным уклоном в направлении от Белграда к Земуну, причем переход от одного уклона к другому осуществляется по плавной кривой окружности радиусом 10 000 м.
Мост предназначен для движения автотранспорта и пешеходов. На мосту расположены 2 проезжие части по 10,5 м (по три полосы движения для каждого направления движения) и два тротуара шириной 2,80 м (верховой) и 2,25 м (низовой). Тротуары расположены сбоку и отделены от проезжей части металлическим барьерным ограждением. Перильное ограждение металлическое простого рисунка, на устоях завершается каменными парапетами.